# Teroristični napadi 11. septembra 2001
Teroristični napadi 11. septembra 2001 so bili koordinirani teroristični napadi v ZDA, ki jih je z ugrabljenimi letali domnevno izvedla  teroristična skupina Al Kaida. 
Glede na uradno poročilo komisije, je 19 mož, povezanih z Al Kaido, ugrabilo štiri ameriška potniška letala. Dve sta treščili v stolpnici World Trade Centra v New Yorku, vsako v enega od stolpov v razmaku 17 minut. Oba stolpa je zajel požar. Južni stolp WTC (World Trade Center 2) je bil porušen manj kot eno uro po tem, ko je bil zadet. Porušil se je ob 9:59 dopoldne in Severni stolp WTC (World Trade Center 1) mu je sledil ob 10:28. Tretje letalo je zadelo eno od kril Pentagona v Virginiji, v neposredni bližini ameriške prestolnice Washington. Četrto letalo je strmoglavilo na polje v bližini Pittsburgha, predvidoma zaradi posredovanja potnikov. Obstajajo tudi teorije, da naj bi bilo letalo sestreljeno. Naslednjega dne ob 5:20 zjutraj se je WTC 7 porušil kot posledica škode in požarov, ki so se zgodili že dan prej, ko se je severni stolp porušil. Ruševine podirajočih stolpov so hudo poškodovale ali uničile več kot ducat drugih sosednjih zgradb in bližnjih struktur. 
Komisija poroča, da so bili napadi največji samomorilski napadi v zgodovini in največji napad na ZDA na njihovem ozemlju. Žrtev je bilo več kot tri tisoč. 265 ljudi je umrlo na letalih, 2595, vključno s 343 gasilci in 60 policisti v WTC-ju in 125 vojakov in civilistov v Pentagonu. Na Manhattnu je bilo poškodovanih ali uničenih 25 stavb. 
Glavni osumljenec za napade je takoj postal Osama bin Laden, voditelj Al Kaide. V izjavi, ki jo je televizijski postaji Al-Jazeera prinesel neimenovan vir, neidentificiran glas, ki se izdaja za bin Ladna trdi, da napadov ni načrtoval, niti ni za njih vedel, ameriška vojska pa je kasneje v Afganistanu našla posnetek, v katerem izgleda, da bin Laden priznava, da je napade načrtoval. Osama bin Laden je od takrat že večkrat prevzel odgovornost za napade.

## Trčenje letal
11. septembra so ugrabitelji, povezani z Al Kaido, prevzeli nadzor nad tremi jutranjimi letali namenjeni v Los Angeles in enim jutranjim letalom, namenjenim v San Francisco. Nadzor so prevzeli kmalu po vzletu z mednarodnega letališča Logan, mednarodnega letališča Washington Dulles in letališča Netwark. V svojih zadnjih trenutkih je letalo na poletu 11 je letelo proti jugu, čez Manhattan in se ob 8:46 zaletelo s hitrostjo približno 740 kilometrov na uro v severno stranico Severnega stolpa Svetovnega trgovinskega centra. Trčilo je med 93. in 99. nadstropjem. Sedemnajst minut kasneje ob 9:03 se je letalo na poletu 175 približalo z jugozahoda,  letelo čez newyorško pristanišče, in se zaletelo v Južni stolp, v južno stranico med 77. in 85. nadstropjem, s hitrostjo 870 kilometrov na uro. Poleg trganja številnih nosilnih stebrov na obodu in povzročitve drugih strukturnih poškodb so nastale eksplozije v obeh stolpnicah zaradi vžiga 38.000 litrov goriva za reaktivne motorje, skupaj s pisarniško opremo. Sila prve eksplozije WTC 1 je potovala skozi najmanj en jašek za dvigalo navzdol do pritličja, kjer je razbila vsa okna in ranila večje število ljudi. Ob 9:37 je Letalo na poletu 77 American Airlines priletelo z zahodne strani v Arlingtonu in se zaletelo v zahodno stran Pentagona s hitrostjo 853 kilometrov na uro. Eksplozija je bila tako močna, da je uničila del stavbe Ameriškega obrambnega ministrstva. Ob 10:03 je Letalo na poletu 93 United Airlines strmoglavilo na polje blizu Shanskvilla v Pennsylvaniji, s hitrostjo 990 kilometrov na uro, verjetno zaradi posredovanja potnikov, ki so hoteli prevzeti nadzor nad letalom, saj so z njim ugrabitelji nameravali zadeti stavbo Ameriškega kongresa v Washingtonu.

## Požari
Zaradi lahke konstrukcije in votle strukture je lahko reaktivno gorivo prodrlo daleč v notranjost stolpov in povzročilo velike požare v širokem območju nadstropij. Letalsko gorivo je gorelo največ nekaj minut, vendar je notranjost stavb gorela še naslednjo uro in pol. Po nekaterih mnenjih naj bi požari ne bili tako razširjeni, niti tako intenzivni, če bi bila stavba grajena kot tradicionalna, težka in visoka stavba. Večina goriva in deli letal bi verjetno ostali izven zgradbe ali pa bi bili raztreseni v bolj obrobnih območjih, oddaljenih od središča zgradbe. Po tem scenariju bi stolpa stala veliko dlje, morda se celo ne bi porušila. Požari so bili dovolj vroči, da so oslabili podporne stolpe in povzročili, da so se tla upognila. Tla so se povesila v smeri od roba stolpov v notranje dele, s tem pa se je zmanjšala njihova sposobnost podpore mase zgradbe v višjih nadstropjih. V Severnem stolpu je gorivo teklo navzdol vsaj po dveh jaških dvigal v kletne in podzemne dele stavbe zato se je stavba sesedla v nižja nadstropja. Požar je še naprej gorel v jaških, to pa je pomagalo oslabiti središče stolpa.
V Pentagonu je ob trčenju leta 77 izbruhnil požar, ki je zajel del stavbe, kateri se je porušil 15 minut pozneje.

## Padec Južnega stolpa
Medtem ko so požari še naprej goreli, so uslužbenci, ujeti v zgornjih nadstropjih Južnega stolpa, po telefonu posredovali podatke o stanju v klicni center za nujno pomoč. Ob 9:37 je uslužbenec v 105. nadstropju Južnega stolpa poročal, da so se tla pod njim v 90. nadstropju vdrla. Policijska letalska enota je tudi sporočala informacije o stanju stavbe. Poveljnik Policije je izdal nalog za evakuacijo osebja iz stolpov. Ob 9:52 New Yorška letalska enota policije je preko radia poročala, da kosi padajo z vrha WTC 2. New Yorška policijska postaja je potem izdala nalog za evakuacijo svojega osebja. Komunikacija med policisti in gasilci pa je bila slaba in preobremenjeni operaterji na številki 911 niso posredovali opozorila gasilskim poveljnikom na kraju dogajanja. Ob 9:59 se je Južni stolp sesul, 56 minut po tem, ko so se napadi zgodili. Samo 14 ljudi je pobegnilo s kraja trčenja v Južnem stolpu in samo štiri osebe iz nadstropij nad trkom. Ti so zbežali preko stopnišča A, edinega stopnišča, ki je ostalo nepoškodovano po trku.

## Padec Severnega stolpa
Po tem ko se je Južni stolp porušil, so policisti pošiljali informacije o stanju Severnega stolpa. Ob 10:20 je policijska letalska enota sporočila, da se Severni stolp zvija na jugozahodnem robu in se vrh nagiba proti jugu. Ob 10:27 je letalska enota sporočila, da se bo streha kmalu podrla. Severni stolp se je porušil ob 10:28, potem ko je gorel 1 uro in 42 minut. Po padcu Južnega stolpa so gasilski poveljniki poslali gasilcem v Severnem stolpu ukaz za evakuacijo. Zaradi problemov z radijsko komunikacijo gasilci v stolpih niso slišali ukaza za evakuacijo in večina se ni zavedala, da se je drugi stolp podrl. 343 gasilcev je umrlo v Dvojčkih zaradi rušenja stavb. Nihče ni mogel pobegniti iz nadstropij nad trkom letala v Severnem Stolpu, ker so bila vsa stopnišča in dvigala v tistih nadstropjih uničena.

## Padec 7 World Trade Centra
WTC kompleks je bil sestavljen iz sedmih stavb, od katerih so se tri popolnoma porušile. ob 17:21 11. septembra je 7 World Trade Center, 47-nadstropni nebotičnik, ki je stal čez cesto od ostalega kompleksa, postal tretja zgradba, ki se je porušila. Za razliko od Dvojčkov je bilo porušenje WTC 7 predvideno že več ur vnaprej in zgradbo so popolnoma evakuirali.

## Posledice po napadu
Napadi so imeli široke politične posledice. Tečaji delnic letalskih družb in letalskih proizvajalcev so začeli padati, sledila je kriza tudi v ostalih panogah. Že en mesec kasneje je koalicija voljnih pod vodstvom ZDA začela obsežne akcije proti Al Kaidinim oporiščem v Afganistanu.

### Pospravljanje ruševin
Za čiščenje je bila potrebna ogromna operacija. 22. septembra je bil narejen načrt za predhodno čiščenje. V operacijo so bila vpletena mnoga podjetja, stroški čiščenja so bili več sto milijonov dolarjev. Velik kup ruševin, ki so ostale na kraju, je gorel tri mesece, odporen proti vsem poskusom gašenja, dokler ni bila večina ruševin končno odstranjenih. Leta 2007 je bilo rušenje poškodovanih okoliških stavb še vedno v teku, pričela pa se je že gradnja nove stavbe na mestu svetovnega trgovinskega centra, ki jo jo poimenovali Freedom tower, ter jo dokončali leta 2013.

### Učinki na zdravje
Uničenje World Trade Centra je povzročilo velikanske oblake prahu, ki so pokrivali Manhattan več dni. 18. septembra 2001 je bila izdana uradna izjava, ki je zagotavljala javnosti, da je zrak na Manhattanu »varen za dihanje«. Uničenje World Trade Centra je povzročilo padec kvalitete zraka in je verjetno vzrok mnogih dihalnih obolenj med tistimi, ki so se prvi odzvali na napad, prebivalci in delavci v spodnjem Manhattanu.

## Teorije zarote
Nekateri nasprotujejo uradnim trditvam ameriške strani in trdijo, da so bili napadi 11. septembra del skrbno pripravljene zarote, ki bi opravičevala kasnejšo ameriško vojno proti terorizmu ter tudi vse vojne, ki jim vojna proti terorizmu služi kot krinka (npr. napad na Irak leta 2003), ravno tako tudi povečanje nadzora nad Američani in ljudmi po svetu ter omejevanje svobode ter osnovnih pravic. 
Po mnenju zagovornikov zarote naj bi bile stolpnice WTC zasnovane dovolj močno, da bi preživele udarec večjega letala, ravno tako pa naj pretekli požari visokih zgradb ne bi nikoli povzročili tako hitrega in obsežnega rušenja, kot je bilo to videti v primeru omejenega požara v WTC. Nekateri celo namigujejo na prisotnost eksploziva na kritičnih delih nosilne konstrukcije. Naslednja stvar, ki jo poudarjajo, je, da piloti ugrabitelji, ki so se po nekaterih informacijah šolali le na majhnih letalih, ne bi bili sposobni tako natančno leteti z velikimi potniškimi letali, ki so trčila v stavbe WTC in Pentagon (letalo je v Pentagon priletelo na majhni višini, kar naj bi bilo po mnenju nekaterih zelo težko ali nemogoče izvesti s potniškim letalom). 
Teorije pravijo, da naj bi nekateri za napad vedeli že prej, vendar se niso pravočasno odzvali in ukrenili kaj za preprečenje napada. Ta trditev se stopnjuje do trditve, da naj bi bili v napad vpleteni tudi nekateri ljudje na ključnih položajih v politiki, gospodarstvu in nekaterih javnih in vojaških službah.
Predvsem v krogih muslimanskih ekstremistov in antisemitistov je razširjena tudi teorija zarote, da je za napadi 11. septembra Mosad oziroma Izrael.